# Iúlia Heràssimova
Iúlia Heràssimova   (Odessa, 15 de setembre de 1989) és una jugadora de voleibol ucraïnesa, bloquejadora central. Membre de la selecció nacional, ha participat en tres campionats europeus.

## Biografia
Va ser alumne de l'escola esportiva infantil i juvenil d'Odessa num.8, sent la primera entrenadora Irina Ishchuk. Com a integrant del Químic Sud, va guanyar cinc campionats nacionals i va jugar a les semifinals de la Continental CEV Challenge Cup en la temporada 2014/15. Després d'una temporada a l'"Òrbita" de Zaporozhye, va jugar durant cinc anys en clubs turcs. A finals de 2021 va signar un contracte amb el SC Prometey, a la regió de Dnipropetrovsk amb qui va debutar el 17 de desembre en el campionat d'Ucraïna contra l'Alanta de Dnipro (3:1).
El 18 de gener de 2022, SC Prometey va jugar la quarta ronda de la Lliga de Campions contra el club polonès DevelopRes Rzeszów. Durant una de les pauses tècniques, des de la banqueta, va intentar animar les seves parelles i el seu ball es va popularitzar a TikTok, havent rebut més de 90 milions de visualitzacions l'11 de febrer de 2022.
Com a integrant de la selecció, va guanyar l' Eurolliga 2017. Participant en tres Campionats Europeus de Voleibol (чемпіонатів Європи).

## Clubs
| Anys      | Equips                       |
| --------- | ---------------------------- |
| 2004—2015 | Ucraïna Хімік                |
| 2015—2016 | Ucraïna Orbita-ZTMK-ZNU      |
| 2016—2018 | Turquia TED (Ankara)         |
| 2018—2022 | Turquia Karayollari (Ankara) |
| 2021—     | Ucraïna SC Prometey          |

## Premis
- Guanyador de l'Eurolliga (1): 2017
- Campió d'Ucraïna (5): 2011, 2012, 2013, 2014, 2015
- Guanyador de la Copa d'Ucraïna (3): 2014, 2015, 2022

## Estadístiques
Estadístiques d'actuació als campionats europeus:
| Torneig                            | Jocs | Punts |
| ---------------------------------- | ---- | ----- |
| Campionat Europeu de voleibol 2017 | 3    | 0     |
| Campionat Europeu de voleibol 2019 | 5    | 18    |
| Campionat Europeu de voleibol 2021 | 6    | 22    |
| Total                              | 14   | 40    |